# 安娜角
73°37′S 169°51′E / 73.617°S 169.850°E
安娜角是南極洲的海角，位於庫爾曼島東南端，毗鄰維多利亞地沿岸，該海角在1841年1月由英國探險家詹姆斯·克拉克·羅斯發現，現時受南極條約管治。